# Anisophyllea impressinervia
Anisophyllea impressinervia är en tvåhjärtbladig växtart som beskrevs av L. Madani. Anisophyllea impressinervia ingår i släktet Anisophyllea och familjen Anisophylleaceae. Inga underarter finns listade i Catalogue of Life.